# رس‌مد
رس‌مد (انگلیسی: ResMed) شرکت خدمات پزشکی آمریکایی است، که در سال ۱۹۸۹ تأسیس شد.
شرکت ResMed (رسمد) یک شرکت پیشرو در زمینه فناوری‌های سلامت دیجیتال است که در سال ۱۹۸۹ توسط دکتر پیتر فارل در سیدنی، استرالیا تأسیس شد.  این شرکت با هدف تجاری‌سازی فناوری درمانی فشار مثبت مداوم راه هوایی (CPAP) برای درمان آپنه خواب فعالیت خود را آغاز کرد.  در سال ۱۹۹۵، نام شرکت به ResMed (مخفف "Respiratory Medicine") تغییر یافت.  دفتر مرکزی آن اکنون در سن دیگو، کالیفرنیا، ایالات متحده قرار دارد.  
حوزه‌های فعالیت
ResMed در بیش از ۱۴۰ کشور فعالیت می‌کند و تمرکز اصلی آن بر توسعه و تولید دستگاه‌های پزشکی متصل به فضای ابری برای درمان اختلالات تنفسی مزمن مانند آپنه خواب و بیماری مزمن انسدادی ریه (COPD) است.  محصولات این شرکت شامل دستگاه‌های CPAP، ماسک‌های تنفسی، ونتیلاتورها و نرم‌افزارهای سلامت دیجیتال است که به بیماران کمک می‌کند تا درمان خود را در خانه مدیریت کنند.  
نوآوری و فناوری
ResMed پیشگام در ارائه راه‌حل‌های سلامت دیجیتال است.  این شرکت با استفاده از فناوری‌های متصل به فضای ابری، امکان نظارت و مدیریت درمان بیماران را برای پزشکان و مراقبان فراهم می‌کند.  به عنوان مثال، پلتفرم myAir به کاربران دستگاه‌های CPAP اجازه می‌دهد تا پیشرفت درمان خود را پیگیری کنند.  
تأثیر جهانی
تا سال ۲۰۲۵، ResMed هدف دارد تا زندگی بیش از ۲۵۰ میلیون نفر را از طریق فناوری‌های سلامت خود بهبود بخشد. در حال حاضر، بیش از ۲۷ میلیون دستگاه متصل به فضای ابری در بازار وجود دارد و بیش از ۸.۸ میلیون کاربر از پلتفرم myAir استفاده می‌کنند. 
رهبری
مایکل "میک" فارل، پسر بنیان‌گذار شرکت، از سال ۲۰۱۳ به عنوان مدیرعامل ResMed فعالیت می‌کند. او با تمرکز بر نوآوری و گسترش جهانی، نقش مهمی در رشد و توسعه شرکت ایفا کرده است. 
دستاوردهای مالی
در سال مالی ۲۰۲۴، ResMed درآمدی بالغ بر ۴.۷ میلیارد دلار آمریکا گزارش کرد. این شرکت با بیش از ۹,۹۸۰ کارمند در سراسر جهان، به عنوان یکی از شرکت‌های برتر در حوزه تجهیزات پزشکی شناخته می‌شود. 
برای اطلاعات بیشتر، می‌توانید به وب‌سایت رسمی ResMed مراجعه کنید: resmed.com